# 펀논헐머구

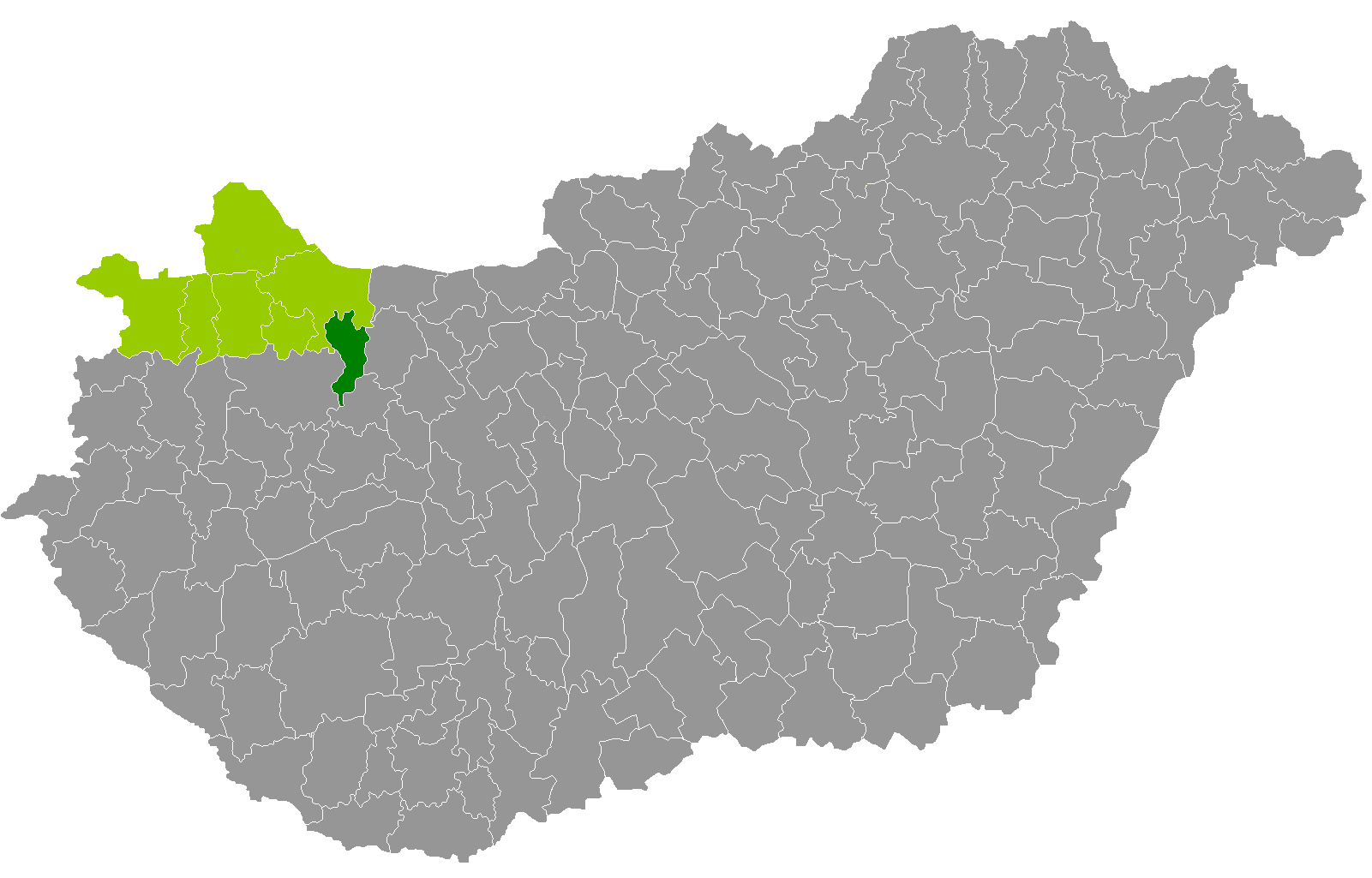
죄르모숀쇼프론주 지도에 표시된 펀논헐머구의 위치

펀논헐머구(헝가리어: Pannonhalmi járás)는 헝가리 죄르모숀쇼프론주에 위치한 구로 구청 소재지는 펀논헐머이며 면적은 312.35km2, 인구는 15,227명(2011년 기준), 인구 밀도는 49명/km2이다.
북쪽과 서쪽으로는 죄르구, 동쪽으로는 코마롬에스테르곰주 키슈베르구, 남동쪽으로는 베스프렘주 지르츠구, 남서쪽으로는 베스프렘주 파퍼구와 접한다. 17개 지방 자치체(1개 시, 16개 마을)를 관할한다.

구 문장